# Scottish Ballet
Lo Scottish Ballet è la compagnia nazionale di danza della Scozia e una delle quattro compagnie di balletto di spicco del Regno Unito, a fianco del Royal Ballet, dell'English National Ballet e del Birmingham Royal Ballet. Fondata nel 1957, la compagnia ha sede a Glasgow, corpo di ballo residente al Glasgow Theatre Royal e dal 2009 nel loro centro di balletto appositamente costruito in Tramway Arts Centre, Glasgow.

## Storia
Fondata da Peter Darrell ed Elizabeth West come il Western Theatre Ballet a Bristol nel 1957, la compagnia si trasferisce a Glasgow nel 1969 e viene ribattezzata Scottish Theatre Ballet, cambiando poi il nome in Scottish Ballet nel 1974. 
Un anno dopo il suo teatro base divenne il Theatre Royal di Glasgow quando la Scottish Opera lo comprò e lo trasformò nel primo teatro nazionale d'opera in Scozia. La Compagnia si esibisce in tutta la Scozia, nel Regno Unito e all'estero, con una forte tecnica classica alla base di tutto il suo lavoro. 
Il suo vasto repertorio include le nuove versioni dei classici, pezzi canonici fondamentali del balletto moderno del XX secolo, pezzi firmati di coreografi in vita e nuove commissioni. Come una compagnia nazionale, lo Scottish Ballet si esibisce in teatri di Aberdeen, Edimburgo, Glasgow e Inverness e in locali più piccoli in tutta la Scozia. 
La lunga storia di tournée della compagnia comprende visite internazionali in Cina, Hong Kong, Malaysia, Portogallo, Irlanda e il resto del Regno Unito. Molti premi recenti dello Scottish Ballet includono la TMA Award 2004 per Eccezionali Risultati nella Danza in riconoscimento del suo programma di modernizzazione e di prestazioni dinamiche. L'attuale direttore artistico del Balletto scozzese, Christopher Hampson, è entrato nella compagnia nel 2012.
Le sue iniziative di educazione e le classi includono il lavoro con persone di tutte le età e capacità e il suo programma associato incoraggia i giovani ballerini ad allenarsi per una carriera. Come parte di questo impegno ad ampliare il pubblico, la Scottish Ballet è stata la prima compagnia di danza nel Regno Unito ad offrire in diretta l'audio-descrizione per i non vedenti; a tutt'oggi mantiene un regolare programma di spettacoli audio-descritti.

## Repertorio
La compagnia dispone di un ampio repertorio, che comprende danza classica, danza contemporanea e le nuove versioni di balletti classici di lunghezza intera. Dal lavoro di Kevin Walls fino alle prime mondiali di Stephen Petronio, il repertorio dello Scottish Ballet copre una vasta gamma.
Repertorio corrente:
- Dangerous Liaisons (1985) di Richard Alston
- Apollon musagète (1928) di George Balanchine
- Episodes (1959) di George Balanchine
- The Four Temperaments (1946, rivisto nel 1977) di George Balanchine
- Rubies (1967) di George Balanchine
- Five Rückert Songs (1978) di Peter Darrel
- White Man Sleeps (1988) di Siobhan Davies
- Suite From Artifact (1984, come Suite da Artifact 2004) di William Forsythe
- Twilight (1972) di Hans van Manen
- Two Pieces for HET (1997) di Hans van Manen
- Acrid Avid Jam (2001) di Ashley Page
- Cheating, Lying, Stealing (1998) di Ashley Page
- Cinderella (2005) di Ashley Page
- Nightswimming into day (2004) di Ashley Page
- The Nutcracker (2003) di Ashley Page
- The Pump Room (2005) di Ashley Page
- Refurbished Behaviour (1985, rivisto nel 2005) di Ashley Page
- Soft Underbelly (1999) di Ashley Page
- Walking In The Heat (1990) di Ashley Page
- 32 Cryptograms (1996) di Ashley Page
- MiddleSexGorge (1990) di Stephen Petronio
- Agon (1957) di George Balanchine
- Il pomeriggio di un fauno (1953) di Jerome Robbins
- In Light and Shadow (2000) di Krzysztof Pastor
- Room of Cooks (1997) di Ashley Page
- The Nutcracker – Diverts (2003) di Ashley Page
- Façade (1931/1935) di Frederick Ashton
- Sirocco (2006) di Diana Loosmore
- Othello (1971) di Peter Darrell
- The Sleeping Beauty (2007) di Ashley Page
- Ride The Beast (2007) di Stephen Petronio
- Fearful Symmetries (1994) di Ashley Page
- For M.G. – The Movie (1991) di Trisha Brown
- Chasing Ghosts (2007) di Diana Loosmore
- Romeo and Juliet (2008) di Krzysztof Pastor
- Traume (2008) di Gregory Dean
- Lull (2008) di Diana Loosmore
- Pennies from Heaven (2008) di Ashley Page
- Carmen (2009) di Richard Alston
- Workwithinwork (1998) di William Forsythe
- Petruška (2009) di Ian Spink
- Scènes de ballet (1947) di Frederick Ashton
- Still Life (2010) di Val Caniparoli
- From Where (2008) di Paul Liburd
- Alice (2011) di Ashley Page
- Song of the Earth (1965) di Kenneth MacMillan
- New Work (2011) di Jorma Elo

## Sede centrale
Nel giugno 2009 lo Scottish Ballet si trasferisce in nuovi locali appositamente realizzati nel Southside di Glasgow, accanto al Tramway Theatre, che erano stati progettati da Malcolm Fraser Architects. Il passaggio al complesso Tramway non avvenne senza polemiche.

## Ballerini

### Ballerini principali
- Sophie Martin
- Eve Mutso

- Erik Cavallari
- Christopher Harrison

### Solisti
- Constance Devernay
- Bethany Kingsley-Garner

- Remi Andreoni
- Victor Zarallo

- Andrew Peasgood

### Corifei
- Quenby Hersh
- Laura Joffre

- Sophie Laplane
- Araminta Wraith

- Jamiel Laurence
- Constant Vigier

### Artisti
- Aisling Brangan
- Nathalie Dupouy
- Ellen Elphick
- Amy Hadley

- Marge Hendrick
- Daniela Oddi
- Claire Souet
- Madeline Squire

- Javier Andreu
- Thomas Edwards
- Pascal Johnson
- Thomas Kendall

- Lewis Landini
- Evan Loudon
- Rimbaud Patron
- Nicholas Shoesmith
- Eado Turgeman.[1]